# Joost van den Biesen
Joost van den Biesen MAfr (* 16. April 1913 in Breda; † 4. März 2001) war römisch-katholischer Bischof und Apostolischer Vikar von Abercorn.

## Leben
Joost van den Biesen trat der Ordensgemeinschaft der Gesellschaft der Missionare von Afrika bei und empfing am 3. Juni 1939 die Priesterweihe. Papst Pius XII. ernannte ihn am 12. Februar 1948 zum Apostolischen Vikar von Lwangwa und Titularbischof von Tullia.
Der Koadjutorbischof von Breda, Jozef Willem Maria Baeten, spendete ihm am 30. Mai desselben Jahres die Bischofsweihe; Mitkonsekratoren waren Willem Pieter Adriaan Maria Mutsaerts, Bischof von ’s-Hertogenbosch, und Jan Michiel Jozef Antoon Hanssen, Koadjutorbischof von Roermond.
Von seinem Amt trat er am 24. Januar 1958 zurück. Er verzichtete auf das Priestertum und wurde am 4. November 1967 laisiert.